# Hrabstwo Shiawassee
Hrabstwo Shiawassee (ang. Shiawassee County) – hrabstwo w stanie Michigan w Stanach Zjednoczonych. Obszar całkowity hrabstwa obejmuje powierzchnię 540,73 mil2 (1 400,50 km²). Według danych z 2010 r. hrabstwo miało 70 648 mieszkańców. Hrabstwo powstało 10 września 1822 roku, a jego nazwa pochodzi od rzeki Shiawassee, która przepływa przez teren tego hrabstwa.

## Sąsiednie hrabstwa
- Hrabstwo Saginaw (północ)
- Hrabstwo Genesee (wschód)
- Hrabstwo Livingston (południowy wschód)
- Hrabstwo Ingham (południowy zachód)
- Hrabstwo Clinton (zachód)
- Hrabstwo Gratiot (północny zachód)

## Miasta
- Corunna
- Durand
- Laingsburg
- Owosso
- Perry

## Wioski
- Bancroft
- Byron
- Morrice
- New Lothrop
- Vernon

## CDP
- Henderson
- Middletown